# Saad al-Abdullah as-Salim as-Sabah
Saad al-Abdullah as-Salim as-Sabah, född 1930 i Kuwait City, död 13 maj 2008 i Kuwait City, var Kuwaits regerande emir från 15:e till 24 januari 2006, då han efterträddes av Sabah al-Ahmad al-Jabir as-Sabah.